# Edmond Fernández Ripoll
Edmundo (o Edmond) Fernández Ripoll, que firma simplemente con su nombre de pila, es un historietista e ilustrador español, nacido en marzo de 1938 en Barcelona. Su obra más conocida es Jan Europa.

## Biografía
El joven Edmond trabaja en una ferretería, venta de camisetas por correspondencia y botijero en una agencia de publicidad hasta que en 1959 es contratado por Editorial Bruguera para adaptar populares seres de televisión, como Rintintín, Bonanza, Daniel Boone o Bronco. En los años sesenta también publica historietas sentimentales en revistas juveniles femeninas como Celia, As de Corazones, Sissi, Sissi-gráfico o Sissi-juvenil y adaptaciones de novelas como Tom Sawyer y La capitana del Yucatán para la colección Joyas Literarias Juveniles.
Trabaja luego a través de agencias internacionales para el mercado británico (Adarés Anglians, How The West Was Won, The Handcuff Hotspurs, The Quest, Tyler the Tamer), francés (Brigade Temporelle, Mike Nelson), holandés (Elsje de Windt, Mimi, Meta de Bokesprong, Oberon), sueco e incluso zaireño. En España, realiza con guion de Víctor Mora Supernova (Súper Mortadelo, 1973) y con los de Andreu Martín Fantasía S. A. (Tío Vivo, 1975) y Los Titanes (Super Sacarino y Super Ases). 
En 1976 crea Eva Star para Can Can y en abril de 1979, Jan Europa, su serie más popular, para Mortadelo.
Similar a Jan Europa es Doctor Impossible de 1984. Su última creación fue Fede y sus colegas, dramón urbano por entregas, con guion de Jaume Ribera para el TBO de Ediciones B.

## Estilo
Armando Matías Guiu escribió sobre este autor

Edmond es un dibujante metódico, acompasado, sumamente correcto. Muy cerebral. Su estilo, fotográfico. Cuando dibuja un edificio, una situación, es exacta a como existe en realidad o a como sería si existiera.

## Obra
| Años | Título                                         | Guionista                   | Publicación                                          |
| ---- | ---------------------------------------------- | --------------------------- | ---------------------------------------------------- |
| 1967 | Bonanza                                        | Vicente Palomares           | "Tele Color" (Editorial Bruguera)                    |
| 1973 | Supernova                                      | Víctor Mora                 | "Súper Mortadelo" (Editorial Bruguera)               |
| 197- | Los Titanes                                    | Andreu Martín               | "Super Sacarino" (Editorial Bruguera)                |
| 1978 | Fantasía S.A.                                  | Andreu Martín               | "Tío Vivo" (Editorial Bruguera)                      |
| 1979 | Jan Europa                                     |                             | "Mortadelo" y "Super Mortadelo" (Editorial Bruguera) |
| 1983 | Mimí                                           |                             | "Jana" (Sarpe)                                       |
| 1983 | Barracuda                                      |                             | "Jana" (Sarpe)                                       |
| 1984 | Doctor Impossible                              |                             | "Mortadelo"                                          |
| 1986 | Erika                                          |                             | "Chicas" (Editorial Bruguera)                        |
| 1986 | Marga                                          | Armando Matías Guiu         | "Chicas" (Editorial Bruguera)                        |
| 1988 | Cinemateca TBO                                 | Víctor Mora y Jaume Ribera  | "TBO" (Ediciones B)                                  |
| 1988 | Fede y sus colegas, dramón urbano por entregas | Jaume Ribera                | TBO de Ediciones B.                                  |
| 198- | Supertrailers                                  |                             | "Super Mortadelo" (Ediciones B)                      |
| 1992 | Sindy                                          | Edmond Ripoll               | Ediciones B (Editorial Bruguera)                     |
| 198- | La Tribu                                       | Edmond Ripoll               | "TBO" (Ediciones B)                                  |
| 1989 | La vida crítica y la crítica de la vida        | Jaume Ribera, Edmond Ripoll | "TBO" (Ediciones B)                                  |